# Albion (Idaho)
Albion è una città (city) degli Stati Uniti d'America, nella contea di Cassia, nello Stato dell'Idaho.